# Sinsen
Sinsen – stacja naziemna metra w Oslo, znajduje się w dzielnicy Grünerlokka na trasie linii okrężnej T-Baneringen (linie 4 i 6). Stacja jest obsługiwana przez linie 4 i 6 metra oraz kilka lokalnych autobusów i jedną linię tramwajową. Stacja jest własnością  Kollektivtransportproduksjon.

## Położenie
Stacja znajduje się w Oslo w dzielnicy Grünerlokka, do stacji docierają pociągi metra linii: 4 Bergkrystallen - Ringen, 6 Bekkestua - Ringen  a także autobusy: 23 Lysaker – Simensbråten, 24 Brynseng – Skøyen - Fornebu, 31 Grorud – Fornebu - Snarøya, 33 Ellingsrudåsen – Filipstad, 58 Nydalen – Bjerke - Helsfyr oraz tramwaje: 17 Grefsen - Sinsen - Rikshospitalet.

## Historia

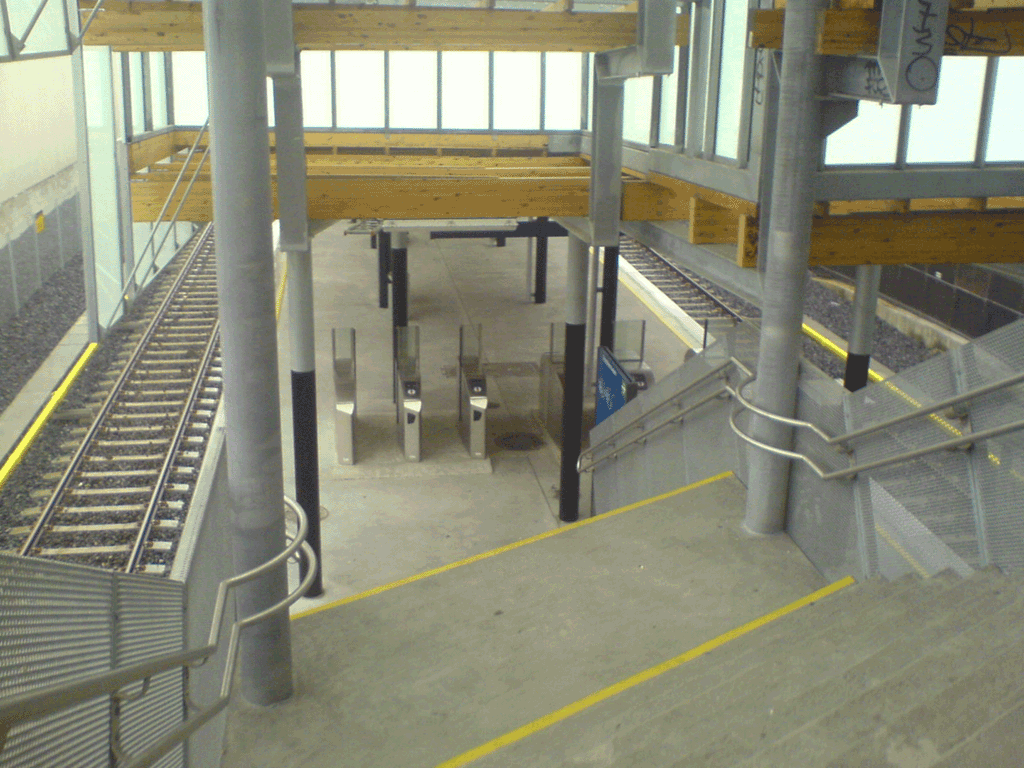
Schody na peron

### Przed powstaniem kolei obwodowej
W miejscu gdzie obecnie jest stacja od 1939 znajdował się przystanek tramwajowy, który powstał w czasie przedłużenia linii Grefsen. Przystanek znajdował się niedaleko od węzła Sinsen, w którym krzyżowały się obwodnica Oslo nr 3 oraz droga krajowa nr 4. W 1992 roku przystanek został przesunięty.

### Budowa linii T-Baneringen i stacji
Plany budowy linii T-baneringen w Oslo powstały w drugiej połowie lat 80. Plany zostały przyjęte przez radę miejską w 1997 roku. Budowa rozpoczęła się w czerwcu 2000, a pierwszy odcinek został otwarty 20 sierpnia 2003. Linia została ukończona 20 sierpnia 2006 a stacja Sinsen była ostatnią ze zbudowanych stacji.

## Pociągi
Przez stacje przejeżdżają pociągi linii 4 i 6 metra w Oslo. Pociągi obu linii jeżdżą co 15 minut.

## Infrastruktura

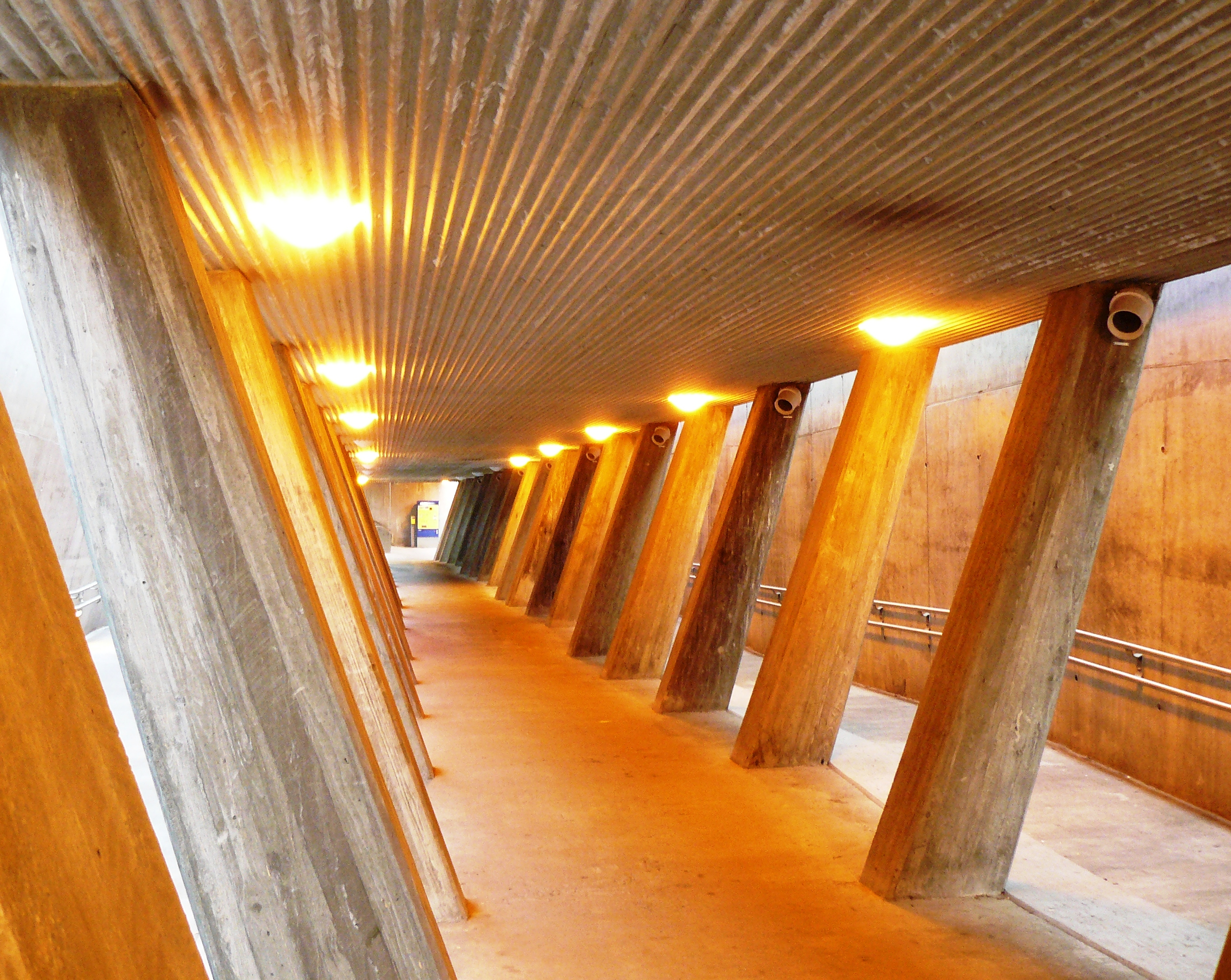
Stacja Sinsen

Stacja została zaprojektowana przez firmę Jensen & Skodvin Arkitektkontor. Stacja posiada jeden peron dwukrawędziowy. Peron jest kryty dachem z drewna, stali i betonu. Na północ od stacji znajduje się wjazd do tunelu.